# قرد الهند المقدس
قرد الهند المقدس أو اللّنغور الرمادي هو جنس حيوانات من فصيلة سعادين العالم القديم موطنها شبه القارة الهندية. تعيش هذه القرود في مجموعات في الغابات والموائل الريفية الأخرى، كما أن بعضها اعتادت على الاتصال البشري وهذه الحيوانات عاشبة، أي أنهم يتغذون بشكل أساسي على أوراق الشجر والفواكه والزهور في النهار، ويتخذون أعالي الأشجار مرقداً لهم في الليل.

## الوصف
يراوح طول قرد الهند المقدس من 51 إلى 79 سم. يمتلك هذا القرد ذيلًا أطول من الجسم، حيث يراوح طوله من 69 إلى 102 سم. إن متوسط وزن هذا القرد هو نحو 18 كغ، إن أثقل لنغور سُجِّل على الإطلاق هو ذكر اللنغور الرمادي النيبالي حيث يبلغ وزنه 26.5 كغ. يمتلك هذا الحيوان شعرًا في أعلى رؤوسهم ذو لون قشدي، وفراء الجسم بني رمادي أو بني أرجواني وأجزاء سفرة صفراء، والوجه والأذنان أسودان مثل اليدين والقدمين، وعندما يتنقلون فإنهم يحملون ذيلهم متجهين إلى الخلف.

## الموئل
الجماعات التي اعتُبرت أنها قرود الهند المقدسة تعيش في غرب ووسط وجنوب غربي الهند، كما أنها توجد في مواطن بيئية مختلفة كالغابات الرطبة والجافة وقد تكيفت على العيش مقربة من البشر، وزيارة المناطق الزراعية، والبساتين، والمراعي والقرى.

## البيئة
يتكون النظام الغذائي قرود الهند المقدسة بشكل رئيسي من الأوراق والفواكه والزهور، بالإضافة إلى الحشرات وشجرات الصمغ والتربة، يجمعون طعامهم في الغالب من الأشجار والأعشاب الصغيرة، والنباتات المزروعة والدرنات والجذور، ولكن غالبًا ما تتغذى من قبل البشر فيأكلون الكعك والدخن وغيرها من الأطعمة. يختلف النظام الغذائي وفقًا للوقت من العام وتوافر الطعام.
ففي بعض المناطق تقف الماشية والأيائل تحت الأشجار التي يتغذى اللنغور عليها ويستهلكون مصادر أطعمتهم. هذه القرود تعد فريسة للببور والنمر والكلاب البرية الاسيوية، وأحيانًا الذئاب الآسيوية وبنات آوى والدببة السوداء الآسيوية والأصلات.
قد تتكون المجموعات من قرد ناضج مع العديد من الإناث ونسل من مختلف الأعمار، أو قد تكون مجموعات مختلطة الجنس أي الذكور والإناث، أو مجموعات ذات أحجام مختلفة تتكون بالكامل من الذكور، وغالبًا ما تبقى الإناث بشكل دائم في مجموعة الولادة في حين أن الذكور يغيرون المجموعات في كثير من الأحيان. والذكر المتحكم في المجموعات المختلطة من الجنسين يكون من الآباء أو من القرود اليافعة. ومعدل حدوث المواليد مرتفع، والإناث المسيطرة أكثر نجاحاً في تربية صغارهم، وتبلغ فترة الحمل حوالي مائتي يوم، ويتم الفطام في حوالي ثلاثة عشر شهرًا، كما ان الإناث مؤنسات تجاه بعضهن البعض ويتم توفير الكثير من رعاية للرضع من قبل الإناث بخلاف الأم. ويمكن أن تعيش هذه القرود لمدة ثلاثين عامًا تقريبًا.

## الحماية
لا يواجهون أي تهديدات معينة وعندما اعتبرت أنها نوعًا رئيسياً، قام الاتحاد الدولي لحفظ الطبيعة بتقييم حالة حفظهم على أنها الأقل أهمية.
من غير القانوني قتل أو القبض على هذه القرود، ولكن القانون غير معروف أو لم يطبق جيدًا، وحيث تستخدم للترفيه أو الاحتفاظ بها كحيوانات أليفة. أما بالنسبة لبعض الكهنة الهندوس فإنهم يعبرونها مقدسة ويستخدمها لأغراض دينية. لقد تكيفت هذه الحيوانات مع العيش على مقربة من البشر في المناطق الحضرية.
أحيانًا يقتلون على الطريق، أما في المناطق الريفية، فيضطهدهم المزارعون عندما يهاجمون المحاصيل. كما يصطادون أحيانًا للأكل، ويتم استخدام أجزاء معينة من أجسامهم في السحر.